# Anton Steiner (politik)
Anton Steiner (18. června 1849 Pšov – leden 1925 Pšov) byl rakouský a český statkář a politik německé národnosti, na konci 19. století poslanec Českého zemského sněmu a Říšské rady.

## Biografie
Vystudoval reálnou školu v Chomutově (později v Mostu) a hospodářskou školu v Kadani. Profesí byl statkářem v rodném Pšově u Podbořan, kde v mladém věku převzal správu otcova hospodářství. Byl členem obecní rady a stal se i starostou Pšova.
V 80. letech se zapojil i do zemské a celostátní politiky. V doplňovacích volbách roku 1884 byl zvolen v kurii venkovských obcí (obvod Most, Hory Kateřinské, Jirkov) do Českého zemského sněmu. Od téhož roku zasedal také v Říšské radě (celostátní zákonodárný sbor). Slib složil 22. ledna 1884. Ve vídeňském parlamentu zastupoval kurii venkovských obcí, obvod Žatec, Chomutov, Most, Teplice atd.
Mandát v zemském sněmu obhájil za svůj obvod v řádných volbách v roce 1889 a opět ve volbách v roce 1895. Uvádí se jako německý liberál (takzvaná Ústavní strana, později Německá pokroková strana). Podle jiného zdroje v zemském sněmu zastupoval obvod Žatec, Podbořany, Jesenice. Mezitím pokračoval rovněž ve výkonu mandátu poslance Říšské rady, kam se dostal v řádných volbách roku 1885, nyní za kurii venkovských obcí, obvod Žatec, Chomutov atd. Rezignaci oznámil dopisem 21. ledna 1888. Do Říšské rady se ještě vrátil po volbách roku 1897. Slib složil na 12. zasedání sněmovny.Nyní zastupoval kurii venkovských obcí, obvod Karlovy Vary, Jáchymov, Kadaň, Podbořany atd. Na Říšské radě byl dlouho členem klubu Sjednocená německá levice.
Byl také členem německé sekce zemské zemědělské rady. Zasloužil se o organizování sudetoněmeckého zemědělského stavu. Patřil mezi zakladatele Německého hospodářského ústředního svazu (Zentralverband). V roce 1885 se rovněž stal okresním starostou v Podbořanech a dlouhodobě zastával funkci předsedy okresního zemědělského spolku. Velkou aktivitu vyvíjel na podporu chmelařství na Žatecku. Po 33 let byl členem výboru Žateckého chmelařského spolku, přičemž se stal i jeho předsedou, později čestným předsedou.
Zemřel v rodném Pšově v lednu 1925 ve věku 76 let.